# Shila de Kefar Tamarta
Shila (ou Chila) de Kefar Tamarta (hébreu : שילא איש כפר תמרתא Shila ish Kfar Tamarta) est un amora (docteur du Talmud) galiléen de la seconde génération, ayant vécu en terre d'Israël au IIIe siècle. 
Dans le Talmud de Jérusalem, il n'est désigné que par son prénom, mais dans le Talmud de Babylone, son lieu d'origine en Judée est toujours mentionné, afin de le différencier de Rav Chila, un amora babylonien de la première génération.

## Enseignements
Bien qu'il semble avoir été actif dans le domaine de l’exégèse halakhique (exégèse permettant de tirer des lois du texte biblique), seuls les enseignements aggadiques de Shila, qu’il délivrait lors de sermons publics, ont été conservés.
Chacun de ces discours est introduit, lorsqu’il est cité dans le Talmud, par la formule « Rabbi Shila de Kefar Tamarta a prêché (דרש ר' שילא איש כפר תמרתא). » D'autres enseignements ont été consignés dans la littérature midrashique.

## Source
- Cet article contient des extraits de l'article « Shila of Kefar Tamarta » par Wilhelm Bacher & Jacob Zallel Lauterbach de la Jewish Encyclopedia de 1901–1906 dont le contenu se trouve dans le domaine public.